# Xysticus tristrami
Xysticus tristrami là một loài nhện trong họ Thomisidae.
Loài này thuộc chi Xysticus. Xysticus tristrami được Octavius Pickard-Cambridge miêu tả năm 1872.